# مایکل وودز (بازیکن فوتبال)
مایکل وودز (انگلیسی: Michael Woods؛ زادهٔ ۶ آوریل ۱۹۹۰) یک بازیکن فوتبال است.